# Quầy bán hàng

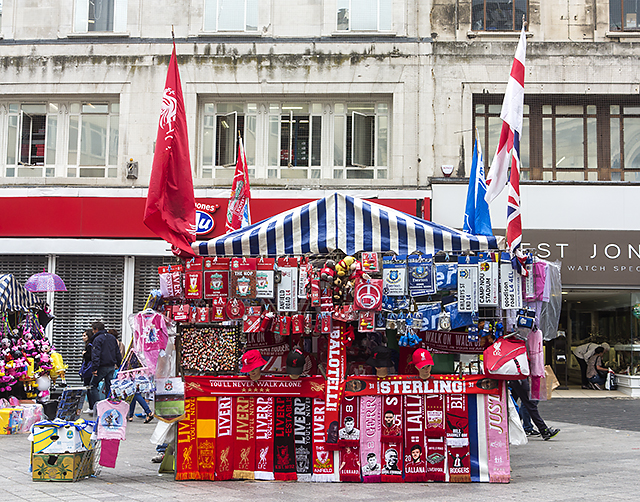
Một quầy bán hàng ở Liverpool

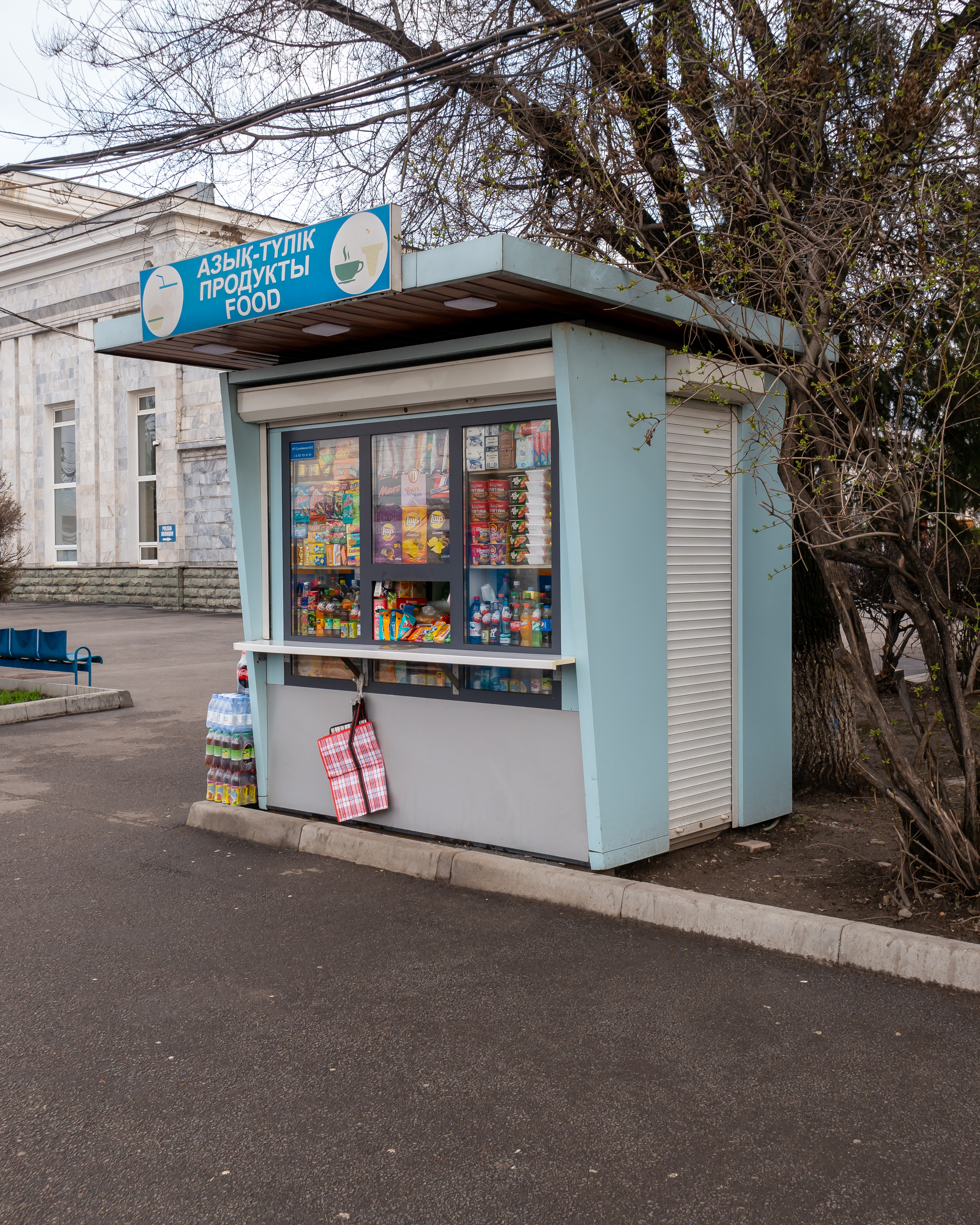
Một ki-ốt ở Almaty

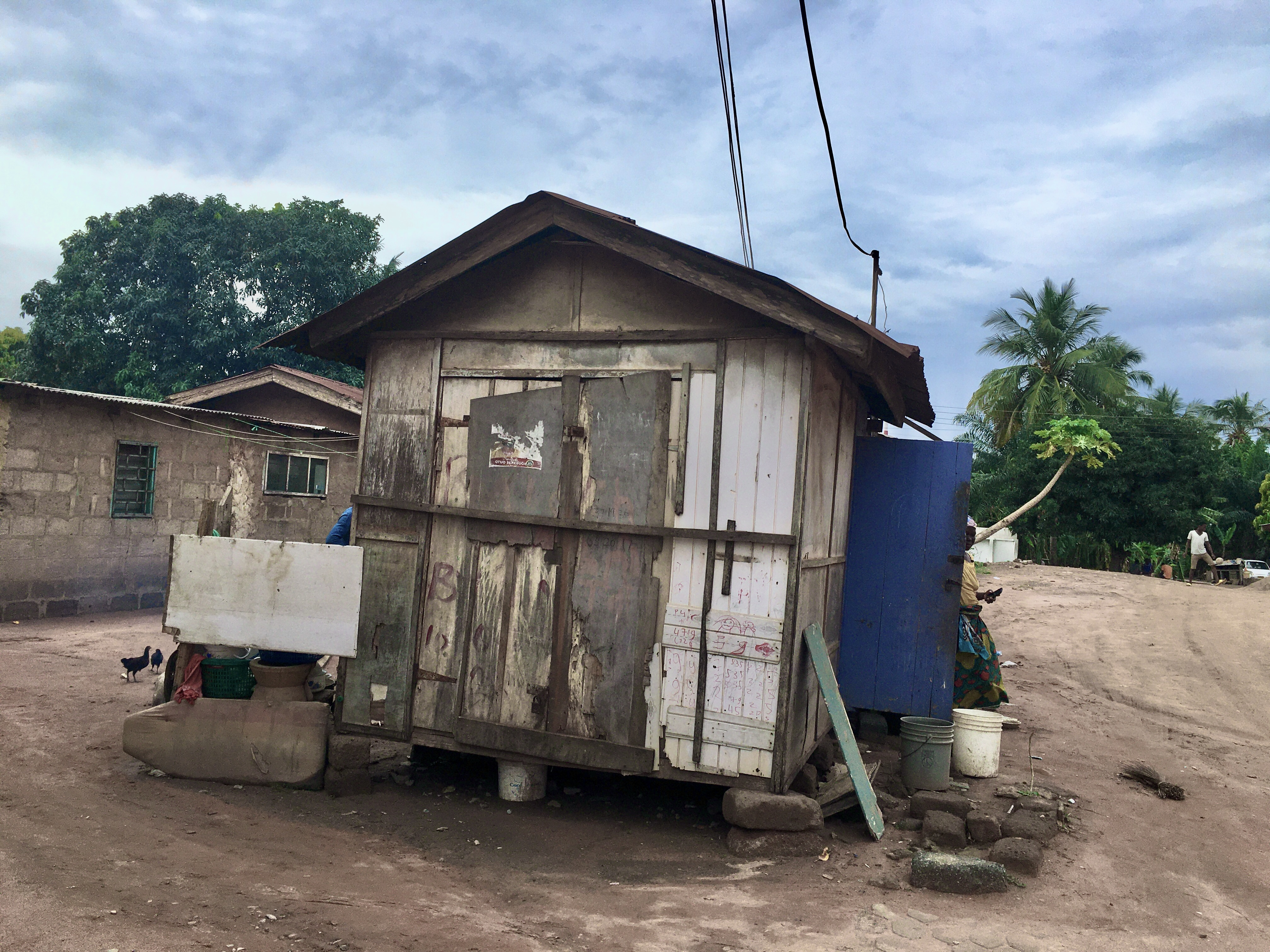
Một quầy bán hàng ở nông thôn

Quầy bán hàng hay quầy hàng hay còn gọi là Ki ốt (xuất phát từ "kiosque" trong tiếng Pháp) là một điểm bán hàng hóa quy mô nhỏ với một quầy nhỏ có cấu trúc hình tròn hoặc vuông có bày các hàng hóa ở các bên tường, trong quầy thường có từ 1 đến 2 nhân viên bán hàng phụ trách. Ki-ốt đã được phổ biến ở Ba Tư, Ấn Độ, Pakistan, và Đế quốc Ottoman từ thế kỷ XIII trở đi. Ngày nay, có nhiều ki-ốt trong và xung quanh ở Istanbul, và họ vẫn còn là một cảnh tượng tương đối phổ biến ở Hy Lạp. Ở các nước phương Tây và trong khối các nước nói tiếng Anh, kiosk cũng là một gian hàng với một cửa sổ mở ở một bên dùng để bán các loại hàng hàng tiêu dùng nhỏ, chi phí thấp như chẳng hạn như báo, tạp chí, bật lửa, bản đồ đường phố, thuốc lá, kẹo, bánh, đồ uống ngọt, đồ tạp hóa. Từ Ki ốt có nguồn gốc từ Ba Tư. Trong lưu vực Địa Trung Hải và vùng Cận Đông,   là từ kiosk (tiếng Ba Tư: kušk کوشک; tiếng Ả Rập: كشك košk; tiếng Thổ Nhĩ Kỳ: köşk; tiếng Tagalog: kyos; tiếng Urdu: کھوک khoka; tiếng Pháp: kiosque; tiếng Hy Lạp: περίπτερο; tiếng Đức: Kiosk; tiếng Ba Lan: kiosk, tiếng Estonia: kiosk; tiếng Tiệp: kiosek; tiếng Bồ Đào Nha: quiosque; tiếng Rumani: chioşc; Bun-ga-ri: кьошк kyoshk; Croatia: kiosk; tiếng Serbia: киоск hoặc kiosk; tiếng Nga: киоск kiosk và tiếng Tây Ban Nha: quiosco hoặc kiosco). Trong tiếng Việt, Ki ốt đôi khi dùng để chỉ về các trạm gác hoặc các chốt gác..